# خصائص جنسية

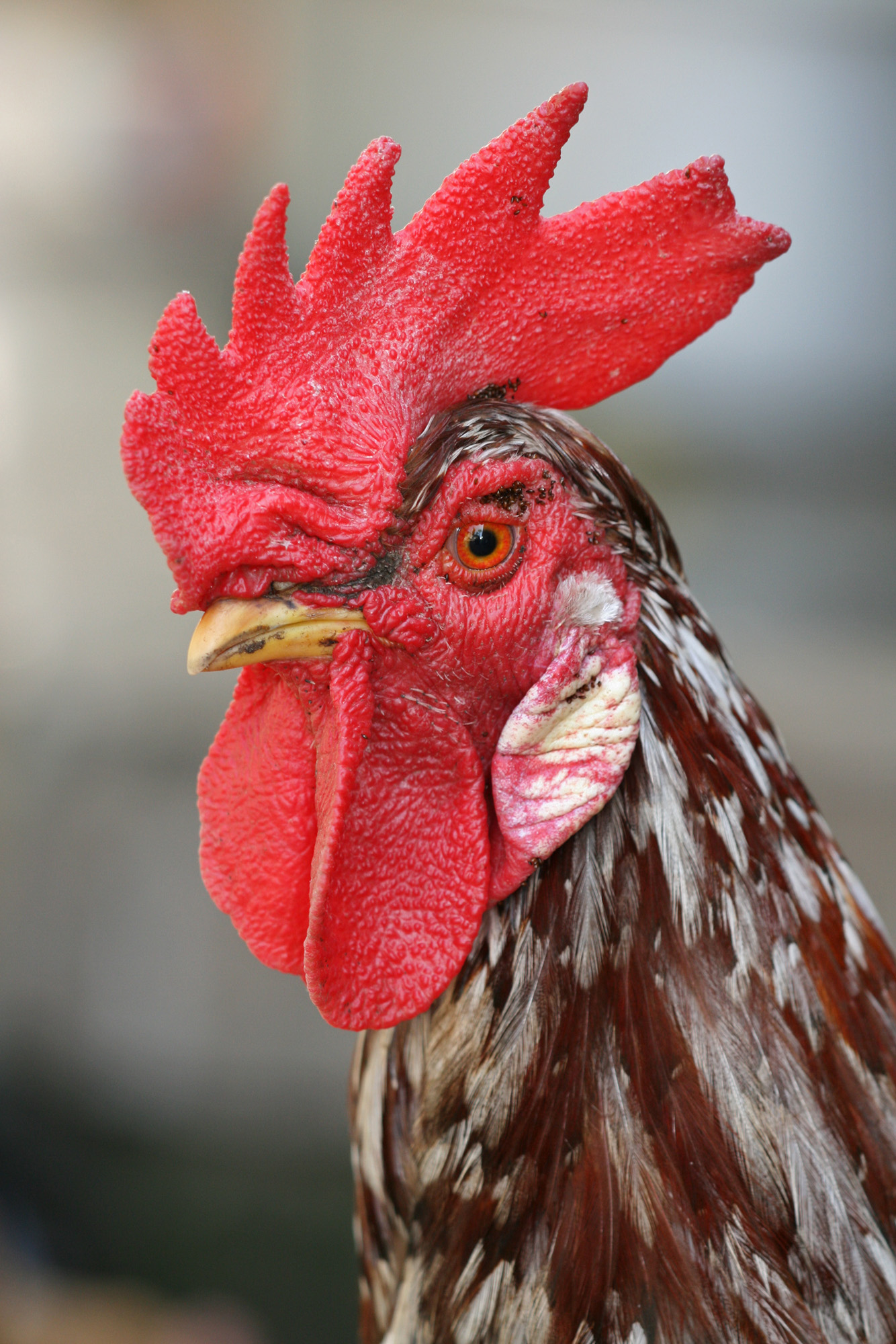

الخصائص الجنسية (بالإنجليزية: Sexual characteristics)‏ هي سمات جسدية أو سلوكية للكائن الحي (عادةً ما تكون للكائن الحي ثنائي الشكل الجنسي) والتي تشير إلى جنسه البيولوجي.
يمكن أن تشمل هذه الخصائص: الأعضاء الجنسية المستخدمة للتكاثر، بالإضافة إلى الخصائص الجنسية الثانوية التي تميز بين الجنسين في أنواع الكائنات الحية المختلفة ولكنها ليست جزءًا مباشرًا من الجهاز التناسلي.

## البشر
في البشر، يمكن تمييز الأعضاء الجنسية أو الخصائص الجنسية الأولية، وهي تلك التي تكون في الشخص منذ الولادة، عن الخصائص الجنسية الثانوية، التي تتطور في وقت لاحق من العمر، عادة أثناء فترة البلوغ. يتم التحكم في تطور كلاهما عن طريق الهرمونات الجنسية التي ينتجها الجسم بعد مرحلة الجنين الأولى حيث يحدد وجود أو عدم وجود كروموسوم Y و/أو جين SRY التطور.
الهرمونات التي تعبر عن التمايز الجنسي عند البشر تشمل:
- هرمون الاستروجين
- البروجسترون
- الأندروجينات مثل التيستوستيرون

## الخصائص الجنسية النموذجية
يوضح الجدول التالي الخصائص الجنسية المقبولة على نطاق واسع في البشر:
| مستوى التعريف                              | إناثا | الذكر                                                                                    |
| ------------------------------------------ | --- | ---------------------------------------------------------------------------------------- |
| المستويات البيولوجية (الجنس)               | |                                                                                          |
| الخصائص الجنسية الأولية (الجنس)            | |                                                                                          |
| الكروموسومات الجنسية المعتادة              | XX في البشر | XY في البشر                                                                              |
| الغدد التناسلية المعتادة                   | المبايض | الخصيتين                                                                                 |
| المستوى المعتاد للهرمونات الجنسية          | الاستروجين، البروجستيرون | هرمون التستوستيرون                                                                       |
| التشريح المعتاد للأعضاء التناسلية الداخلية | البظر، المهبل، الرحم، قناة فالوب | الجسم الكهفي، مجرى البول، البروستاتا، الحويصلات المنوية                                  |
| تشريح المعتاد للأعضاء التناسلية الخارجية   | حشفة البظر، الشفرين، الفرج، غطاء البظر </br> مجرى البول العجان | قضيب، كيس الصفن، فالوس، القلفة، العجان مندمجة.                                           |
| الخصائص الجنسية الثانوية (الجنس)           | |                                                                                          |
| عادة                                       | لدى الاناث ثدي أكبر، الدورة الشهرية، وتطوير "الساعة الرملية" شكل الجسم، وأقصر نسبياً، نسبة الدهون في الجسم أكثر نسبياً، قدرة الرئة أقل بنسبة من 10 إلى 12%، القلب أصغر. | شعر الوجه والجسم، وتطوير شكل الجسم "الثلاثي"، وارتفاع أعلى نسبياً، ودهون الجسم أقل نسبياً. |
| عادة كلا الجنسين                           | شعر العانة، شعر الإبط | شعر العانة، شعر الإبط                                                                    |

يُطلق على الأشخاص الذين يولدون بخصائص جنسية غامضة أو من كلا العمودين «ثنائية الجنس».

## النباتاتواللافقاريات
في اللافقاريات والنباتات، تعتبر الخنوثة (التي لها خصائص جنسية للذكور والإناث سواء في نفس الوقت أو خلال دورة حياتها) شائعة، وفي كثير من الحالات، تكون القاعدة.
في أنواع أخرى من الحياة متعددة الخلايا (مثل تقسيم الفطريات، الدعاميات)، قد تكون الخصائص الجنسية أكثر تعقيدًا، وقد تشمل أكثر من جنسين. للاستزادة حول الخصائص الجنسية للفطريات، طالع صفحة: خيط فطري وانْدِمَاجٌ هَيُولِيّ (Plasmogamy).